# Boken kommer
Boken kommer (Shut-in-service), är en service för personer som på grund av sjukdom, funktionsnedsättning eller av liknande anledning har svårigheter att själv ta sig till ett bibliotek.
Verksamheten emanerar från USA, närmare bestämt från Cleveland Public Library som 1941 började med denna service, och som Bengt Holmström, senare stadsbibliotekarie i Malmö, intresserat sig för under studier i Cleveland, Ohio. Som första bibliotek i Sverige startade Malmö stadsbibliotek Boken kommer i full skala 1955. Verksamheten finns idag på de flesta större bibliotek i Sverige.